# 麦瓶草
麦瓶草（学名：Silene conoidea）是石竹科蝇子草属的植物。分布于亚洲、非洲、欧洲以及中国大陆的黄河流域、西藏、长江流域、新疆等地，生长于海拔700米至3,600米的地区，见于麦田中和荒地草坡，目前尚未由人工引种栽培。

## 别名
净瓶（植物名实图考） 米瓦罐（陕西）

## 延伸阅读
[在维基数据编辑]
 《植物名實圖考·淨瓶》，出自吳其濬《植物名實圖考》